# Joseph Marie Verlinde
Joseph Marie Verlinde lub Jacques Verlinde (ur. w 1947 w Belgii) – duchowny katolicki, specjalista w dziedzinie chemii nuklearnej (doktor fizyki). Prowadził badania naukowe w Centre national de la recherche scientifique, instytucji, która stanowi francuski odpowiednik Polskiej Akademii Nauk.

## Biogram
Urodził się w rodzinie katolickiej jako Jacques Verlinde. W latach sześćdziesiątych XX w. prowadził poszukiwania egzystencjalne. W 1968 w wieku 20 lat poznał Medytację transcendentalną. Zagłębiał się w nauki religii wschodu. W Hiszpanii poznał Mahariszi Mahesz Jogi i został jego uczniem, czyli brahmaczarinem. Został członkiem Biura Generalnego Międzynarodowej Organizacji Medytacji Transcendentalnej. W latach 1971–1974 przebywał w Himalajach, gdzie odwiedzał aśramy, do których normalnie Europejczycy nie mają wstępu. W 1974 opuścił swego mistrza i udał się do Europy, gdzie wgłębiał się w teozofię, antropozofię, oraz praktykował radiestezję, spirytyzm (channeling) i magnetyzm, poznawał różokrzyżowców. Przez ten okres swojego życia poznał prawie wszystkie filozofie i religie wschodu.
W 1975 powrócił do chrześcijaństwa. Wstąpił do katolickiego seminarium w Awinionie (w październiku 1976), a później do seminarium francuskiego w Rzymie (październik 1978). Pomiędzy pobytem w Awinionie i w Rzymie spędził on kilka miesięcy u Trapistów, w klasztorze Notre Dame des Neiges, gdzie odkrył swoje powołanie do życia monastycznego. W 1983 Jacques Verlinde przyjął święcenia kapłańskie, a następnie kontynuował swoje studia w Rzymie, a następnie w Louvain – La – Neuve. Uzyskawszy doktorat z filozofii w Louvain, zaczął wykładać filozofię i antropologię biblijną w Instytucie Katolickim w Lyonie. Otrzymał również stanowisko wykładowcy w Międzynarodowym Seminarium Duchownym w Ars. W trzy lata od złożenia ślubów kapłańskich w 1986 z grupą młodzieży założył wspólnotę „Rodzina Świętego Józefa”.
Obecnie Jacques Verlinde jest mnichem i kapłanem w założonej przez siebie wspólnocie, we Francheville, na przedmieściu Lyonu. Przyjął imiona Joseph Marie. Wykłada też teorię poznania i filozofię przyrody na Wydziale Katolickiego Uniwersytetu w Lyonie oraz w Instytucie Chemii i Fizyki Przemysłowej w Wyższej Szkole Inżynieryjnej, a także w Międzynarodowym Seminarium Duchownym w Ars.

## Twórczość
- Bóg wyrwał mnie z ciemności. Okultyzm a chrześcijaństwo. ISBN 83-901137-9-1.
- Chrześcijaństwo wiosną Europy. ISBN 83-7119-419-6.
- Duchowość kapłańska w nauczaniu Jana Pawła II. ISBN 83-7119-382-3.
- Final – Age. Nr 1-5.
- Jedyny Zbawca i uzdrowiciel.
- Tajemnica ojcostwa
- Jeden jest Pan. Praktyczne wskazówki dotyczące modlitwy o uwolnienie. ISBN 83-86106-28-X.
- Antychrześcijańskie oszustwa. Od apokryfów do Kodu da Vinci.
- Zakazany owoc. ISBN 83-7221-133-7.

## Nagrania
- „Joga. Medytacja transcendentalna a modlitwa chrześcijańska”
- „Ezoteryzm i reinkarnacja”
- „Kryteria chrześcijańskiego rozeznania”
- „Magia”
- „Nie wpadnij w sidła! (cz. II)”
- „Mistrzowie fałszu (cz. III)”
- „Pan Bóg mnie ocalił”